# Митино (Калінінградська область)
Ми́тино (рос. Митино) — селище Гур'євського міського округу, Калінінградської області Росії. Входить до складу Добринського сільського поселення.
Населення — 73 особи (2015 рік).

## Населення
| 2002 | 2010 |
| ---- | ---- |
| 54   | ↗73  |